# Ким Бо Рам
Ким Бо Рам (Ким Борам; кор. 김보람, р.9 апреля 1973) — южнокорейский стрелок из лука, призёр Олимпийских игр.

## Биография
Родился в 1973 году. В 1996 году завоевал серебряную медаль Олимпийских игр в Атланте в командном первенстве, а в личном первенстве был 5-м.